# Marthe Koala
Marthe Koala, född 8 mars 1994, är en friidrottare från Burkina Faso. Hon deltog vid olympiska sommarspelen 2020.